# Hans Goldschmid
Hans Goldschmid (6 de março de 1914 — data de morte desconhecida) foi um ciclista austríaco. Competiu em três provas de ciclismo de estrada e pista nos Jogos Olímpicos de Verão de 1948 em Londres.